# Velké Výkleky
Velké Výkleky jsou část obce Běrunice v okrese Nymburk. Nachází se asi 1,2 km na severovýchod od Běrunic.

## Historie
První písemná zmínka o vesnici pochází z roku 1369.
V letech 1869 byla vesnice součástí obce Výkleky, v letech 1880–1950 byla samostatnou obcí, ke které patřila Slibovice a od roku 1961 se vesnice stala součástí obce Běrunice.

## Obyvatelstvo
| Rok            | 1869 | 1880 | 1890 | 1900 | 1910 | 1921 | 1930 | 1950 | 1961 | 1970 | 1980 | 1991 | 2001 | 2011 | 2021 |
| -------------- | ---- | ---- | ---- | ---- | ---- | ---- | ---- | ---- | ---- | ---- | ---- | ---- | ---- | ---- | ---- |
| Počet obyvatel | 468  | 423  | 459  | 485  | 491  | 462  | 401  | 333  | 339  | 310  | 276  | 224  | 226  | 226  | 229  |
| Počet domů     | 56   | 59   | 57   | 59   | 76   | 80   | 93   | 90   | 87   | 81   | 89   | 96   | 97   | 97   | 94   |

## Obecní správa
V letech 1877–1886 k obci patřily Kněžičky.